# Categoria mental
Una categoria mental, en la lingüística cognitiva, és el conjunt de conceptes que la ment emmagatzema junts segons trets en comú, ja siguin quant a la forma o quant al significat, de manera que es formi una ordenació en xarxa en què una paraula es relaciona amb d'altres de la seva categoria i alhora es relacionin les categories entre si.

## Característiques de les categories
En una categoria mental, es pot conservar una paraula, morfema o expressions lexicalitzades, segons el parlant percebi que es tracta d'unitats amb sentit únic. D'aquesta manera, per economia de la memòria humana, no es conserven per separat "casa" i "caseta", sinó que s'aprèn que "-eta" és un diminutiu i s'aplica a diversos mots. Aquest aprenentatge és gradual i personal: una mateix element pot ser vist com a element amb sentit únic per un parlant i no per un altre (com per exemple arrels grecollatines en els cultismes, que persones amb més coneixements identificaran com a morfemes i, en canvi, parlants sense aquest bagatge aprendran de manera independent, amb cada paraula que els contingui).
Una mateixa paraula pot pertànyer a diferents categories, segons els trets analitzats, que a més a més tenen límits difusos, amb termes més centrals que d'altres. Les relacions entre conceptes formen una xarxa única, però marcada per la cultura, ja que segons la hipòtesi del relativisme lingüístic, parlar un determinat idioma força una cosmovisió única del món. Per això, la forma de les categories mentals té més semblances entre parlants d'una mateixa llengua, perquè la seva experiència lingüística és similar. En el cas del plurilingüisme, una persona emmagatzema categories en diferents idiomes, pot associar conceptes d'una llengua a categories de l'altra o establir relacions-traduccions entre els termes d'aquelles llengües, fet que explicaria parcialment la major plasticitat del cervell detectada en aquests parlants respecte a les persones monolingües.
La categoria mental ajuda a fixar la paraula o concepte, de manera que s'aprèn abans un terme que encaixi dins les categories preestablertes (en línia amb l'aprenentatge significatiu), que un que obligui a canviar-les o que estigui aïllat de la resta de mots. També s'usarà més una paraula com més connectada estigui i com més dades es conservin sobre aquesta en la categoria (coneixement profund).

## Relacions lèxiques
La ment uneix les paraules d'una mateixa categoria i també categories entre si, mitjançant les relacions semàntiques o lèxiques. Les relacions poden ser a través de la forma o significant o a través del significat, les més analitzades. Aquestes últimes responen a patrons psicològics innats i es classifiquen en relacions d'inclusió, d'equivalència, d'exclusió o de coincidència parcial. Les relacions d'inclusió associen paraules o categories en vertical, mentre que la resta les uneixen en horitzontal.

### Relacions d'inclusió
Una relació d'inclusió es dona quan una paraula engloba per associació unes altres o bé una categoria inclou dins subcategories. Pot ser una relació de meronímia (en què una paraula actua com a conjunt d'altres termes que són parts de la primera, com en el cas dels òrgans del cos respecte a l'organisme total) o bé d'hiperonímia (en què una paraula o concepte inclou d'altres formant una taxonomia, com les diferents espècies dins el mot "arbre"). La diferència és que els hipònims contenen tots els trets semàntics de l'hiperònim que els engloba més alguns d'específics, mentre que els merònims no tenen per què tenir les mateixes característiques que l'holònim o mot genèric que els agrupa. Així, seguint l'exemple anterior, un pi és un tipus d'arbre, però un braç no és un tipus de cos humà.

### Relacions d'equivalència
Les relacions d'equivalència sorgeixen quan la ment identifica dues expressions o paraules com del mateix significat, és a dir, sinònimes. Pot ser una sinonímia per context, quan un terme comparteix referent amb un altre en aquell discurs i no en la resta, i no sempre es relacionen els mateixos nivells de la llengua: una frase sencera pot actuar com a sinònima d'un únic mot. Les relacions d'equivalència ajuden a l'expressivitat lèxica i depenen sovint de la cultura general, ja que un parlant amb més coneixements podrà identificar més equivalents per a una mateixa idea.

### Relacions de disjunció
Una relació de disjunció apareix quan un terme o una categoria es presenta en lloc d'una altra, substituint-la en un context precís, sigui perquè s'hi dona una alternança (no poden aparèixer alhora), sigui perquè mantenen una relació d'antonímia. La relació de disjunció és la primera que es forma evolutivament en un infant, ja que el cervell relaciona més clarament els contraris que qualsevol altra associació.

### Relacions de coincidència parcial
Les relacions de coincidència parcial inclouen totes les paraules que formen part d'una mateixa categoria sense ser cap de les relacions anteriors, i que tenen un fort component subjectiu. És en aquest grup on hi ha més discrepàncies entre parlants d'un mateix idioma, ja que una persona associa un concepte o una categoria a d'altres pel que ha viscut, que no és idèntic al bagatge d'altri.